# Gospodarstwo ekologiczne
Gospodarstwo ekologiczne – jednostka produkcyjna stosująca systemem zarządzania gospodarstwem i produkcją żywności, łącząca najkorzystniejsze dla środowiska i klimatu praktyki, które zapewnia wysoki stopień różnorodności biologicznej. Gospodarstwa dokonują tego poprzez ochronę zasobów naturalnych i stosowanych metod produkcji, pozwalających na stworzenie zrównoważonego systemu zarządzania rolnictwem.

## Powstawanie gospodarstwa ekologicznego
Przystąpienie do systemu rolnictwa ekologicznego otwarte jest dla każdego producenta rolnego, pod warunkiem przestrzegania zasad, przepisów i wymogów określonych regulacjami Unii Europejskiej. Natomiast rolnik, który chce przystąpić do programu (działania) rolnictwo ekologiczne w ramach PROW oraz otrzymywać płatności ekologiczne, musi spełniać następujące warunki:
- posiadać numer identyfikacyjny w trybie przepisów o krajowym systemie ewidencji producentów, ewidencji gospodarstw rolnych oraz ewidencji wniosków o przyznanie płatności,
- dysponować 1 ha użytków rolnych,
- uzyskać numer identyfikacyjny w trybie przepisów o krajowym systemie ewidencji producentów, ewidencji gospodarstw rolnych oraz ewidencji wniosków o przyznanie płatności,
- spełniać warunki przyznania płatności ekologicznej w ramach określonych pakietów lub ich wariantów określone w rozporządzeniu,
- spełniać odpowiednie minimalne wymogi dotyczące stosowania nawozów i środków ochrony roślin oraz inne odpowiednie obowiązkowe wymogi.

## Zobowiązanie ekologiczne rolnika
Rolnik realizujący zadania ekologiczne jest zobowiązany do:
- posiadania planu działalności ekologicznej, który sporządza przy udziale doradcy rolnośrodowiskowego,
- nie może przekształcać występujących w gospodarstwie rolnym trwałych użytków zielonych i pastwisk trwałych,
- zachowania elementów krajobrazu rolniczego nieużytkowanych rolniczo, tworzące ostoje przyrody, określone w planie działalności ekologicznej,
- prowadzenia rejestru działalności ekologicznej zawierającego wykaz działań agrotechnicznych, zaś w przypadku prowadzenia wypasu – rejestru wypasu zwierząt.

## Występujące pakiety rolnictwa ekologicznego
W rolnictwie ekologicznym wyodrębniono 12 następujących pakietów:
- uprawy rolnicze w okresie konwersji;
- uprawy warzywne w okresie konwersji;
- uprawy zielarskie w okresie konwersji;
- uprawy sadownicze w okresie konwersji:
- uprawy paszowe na gruntach ornych w okresie konwersji;
- trwałe użytki zielone w okresie konwersji;
- uprawy rolnicze po okresie konwersji;
- prawy warzywne po okresie konwersji;
- uprawy zielarskie po okresie konwersji;
- uprawy sadownicze po okresie konwersji:
- uprawy paszowe na gruntach ornych po okresie konwersji;
- trwałe użytki zielone po okresie konwersji.

## Wysokość stawek płatności ekologicznej
Wysokość stawek płatności ekologicznej uregulowana została rozporządzeniem Parlamentu Europejskiego i Rady (UE) z 2013 r. Stawki w przypadku upraw jednorocznych ustalono w wysokości 600 euro/ha, w przypadku upraw wieloletnich stawka wynosi 900 euro/ha oraz w przypadku innych gruntów użytkowanych rolniczo stawka wynosi 450 euro/ha.
W ramach działania rolnictwo ekologiczne płatności podlegają degresywności w zależności od powierzchni deklarowanej do płatności. Stosowane są następująca progi degresywność:
- 100% stawki podstawowej – za powierzchnię od 0,10 ha do 50 ha;
- 75% stawki podstawowej – za powierzchnię powyżej 50 ha do 100 ha;
- 60% stawki podstawowej – za powierzchnię powyżej 100 ha.

## System kontroli i certyfikacji gospodarstw ekologicznych
Funkcjonowanie systemu kontroli i certyfikacji w rolnictwie ekologicznym jest podstawowym gwarantem dla konsumenta, że produkty znajdujące się na rynku wyprodukowane zostały zgodnie z obowiązującymi przepisami dotyczącymi rolnictwa ekologicznego. Zgodnie z ustawą o rolnictwie ekologicznym i produkcji ekologicznej Główny Inspektor Jakości Handlowej Artykułów Rolno-Spożywczych przekazuje zadania związane z certtyfikacją jednostkom certyfikacyjnym. Inspekcja Jakości Handlowej Artykułów Rolno-Spożywczych sprawuje państwowy nadzór nad upoważnionymi jednostkami certyfikującymi w rolnictwie ekologicznym.
W Polsce, podobnie jak w państwach UE, przyjęty został system kontroli oparty głównie na prywatnych jednostkach certyfikujących, uznawanych oraz nadzorowanych przez wyznaczone organy państwa. Następujące jednostki certyfikujące mają upoważnienie do przeprowadzenia kontroli oraz wydawania i cofania certyfikatów zgodności w zakresie rolnictwa ekologicznego:

- Ekogwarancja PTRE sp. z o.o.,
- PNG sp. z o.o.,
- Cobico sp. z o.o.,
- Bioekspert sp. z o.o.,
- Biocert Małopolska sp. z o.o.,
- Polskie Centrum Badań i Certyfikacji S.A.,
- Agro Bio Test sp. z o.o.,
- TUV Rheinland Polska sp. z o.o.,
- Centrum Jakości AgroEko sp. z o.o.,
- SGS Polska sp. z o.o.,
- DQS Polska sp. z o.o.,
- Bureau Veritas Polska sp. z o.o.,
- Krajowe Centrum Badań i Certyfikacji „Gwarantowana Jakość” sp. z o.o.

Gospodarstwa ekologiczne podlegają kontroli ze strony inspektorów rolnictwa ekologicznego (lub organu kontrolnego), którzy reprezentują określoną jednostkę certyfikacyjną. Jednostka certyfikująca przeprowadza fizyczną kontrolę wszystkich podmiotów gospodarczych przynajmniej raz w roku.

## Rozwój gospodarstw ekologicznych
W 1999 r. zarejestrowano 282 gospodarstw ekologicznych, w ramach których powierzchnia upraw ekologicznych wynosiła 11,4 tys. użytków rolnych. W 2020 r. liczba gospodarstw ekologicznych wzrosła do 20 274, natomiast powierzchnia upraw ekologicznych obejmowała 509,3 tys. ha użytków rolnych.